# Bix (film 1991)
Bix, titolo completo Bix - Un'ipotesi leggendaria, è un film del 1991 diretto da Pupi Avati, basato sulla biografia del jazzista Bix Beiderbecke.
Fu presentato in concorso al 44º Festival di Cannes.

## Trama
New York, ottobre 1931: due mesi dopo la morte di Bix Beiderbecke, suo fratello Burnie arriva in città per conoscere Liza, colei che doveva essere la futura sposa del fratello. Le ricerche nell'ambiente dove lavorava Bix lo portano al violinista italo-americano Joe Venuti, unico vero amico del trombettista e per questo l’unico a sapere la verità ed a conoscere l'identità della ragazza. Venuti, nonostante l'esitazione iniziale, decide di aiutarlo nella ricerca: contatta la ragazza e la convince a seguirlo nella città natale del trombettista, Davenport, esaudendo così il desiderio della mamma di Bix, smaniosa di conoscerla.
Durante il lungo viaggio in treno, si scopre che Liza non ha mai conosciuto Bix; Venuti ne approfitterà per raccontarle, oltre al modo con il quale Bix è entrato in contatto con lei, anche la breve ma intensa vita del suo amico, da quando lo conobbe per caso mentre cercava di ottenere un ingaggio nell'orchestra di Jean Goldkette, sfumato perché non era capace di leggere la musica, al successo arrivato con le sue performance nell'orchestra di Frank Trumbauer il quale, nonostante il carattere un po'  particolare, lo prese sotto la sua ala protettiva, alla sua prematura fine, arrivata a soli 28 anni per alcolismo.

## Produzione

### Riprese
Pur essendo un film italiano, è completamente ambientato e girato negli USA, negli stessi luoghi nei quali visse Bix, compresa la sua casa natale situata al civico 1934 di Grand Avenue a Davenport nello stato dello Iowa, che il regista Avati, assieme al fratello Antonio, ha appositamente acquistato e restaurato. L'edificio è stato utilizzato in seguito come location per un altro film del regista, Il nascondiglio, girato nel 2007 e sempre ambientato a Davenport.

## Colonna sonora
Il film si caratterizza per le splendide musiche jazz. Ne fanno parte pezzi musicali in voga in quell'epoca, rieseguiti da musicisti moderni ma rispettando gli standard musicali originali.

## Riconoscimenti
- 1992 - Nastri d'argento
  - Migliore fotografia a Pasquale Rachini
- 1992 - David di Donatello
  - Miglior scenografo a Carlo Simi
  - 1992 - Ciak d'oro
  - Migliore scenografia a Carlo Simi[2]